# Виктор Вавич
«Ви́ктор Ва́вич» — роман русского писателя Бориса Житкова, написанный им в 1926—1931 годах и повествующий о событиях первой русской революции в одной из российских губерний. Действие романа охватывает период с 1903 по 1906 год, в сюжете произведения переплетены судьбы многих персонажей, в том числе интеллигенции, заводских рабочих, полицейских, членов революционного подполья, так или иначе захваченных драматическими событиями (стачками и уличными боями, еврейскими погромами и революционным террором против полиции). Заглавным героем романа является молодой околоточный Вавич.
Единственный роман Бориса Житкова стал самым крупным из его произведений; он также считал его главным трудом своей жизни. Публикация первых двух книг романа в 1929 и 1934 годах вызвала неоднозначную реакцию критики ввиду непривычного для СССР изображения революционных событий. В итоге полное издание текста романа, запланированное на 1941 год, было уничтожено по цензурным соображениям. Чудом сохранившийся и изданный целиком лишь в 1999 году роман стал одним из главных «упущенных» произведений русской литературы XX века.

## История

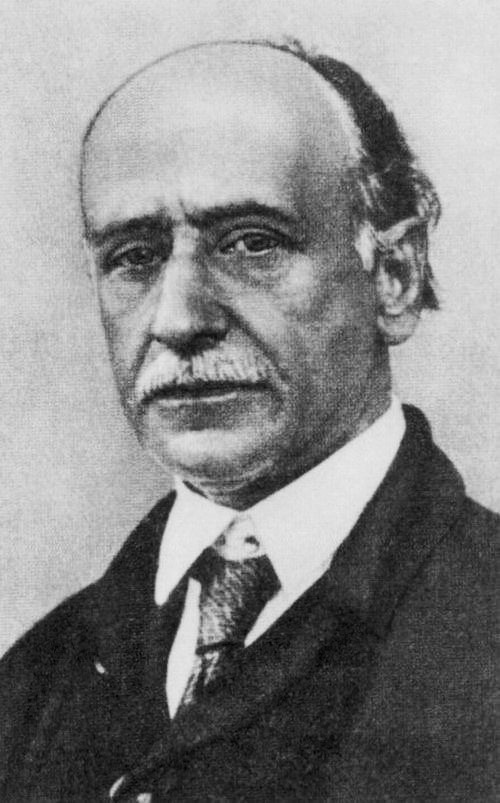
Б. С. Житков

Работа над романом была начата осенью 1926 года. В письме к родным от 25 ноября 1927 года Житков сообщал: «Я всё время по ночам работаю. Надо двигать вперёд мой роман. Дал бы Бог теперь закончить первую часть. А у неё нету ни начала, ни конца. То и другое надо писать». Он также обозначил тему романа: «Пишу я, собственно, о власти Князя Мира Сего. Вот и вся тема. Вся. Не уписать всей-то и во сто томов. Если хоть немножко Господь поможет, хоть уголок-то показать». В процессе создания романа Житков не раз читал отрывки из него своим знакомым (Лидии Чуковской и её отцу, Николаю Олейникову и др.), в том числе по телефону и на улице.
Над первой книгой романа писатель работал примерно полтора года — с осени 1926-го до весны 1928-го — и вскоре заключил договор с Госиздатом, причём цензурных изменений в текст внесено не было. Первая часть вышла отдельным изданием в издательстве «Прибой» в 1929 году.
К работе над второй частью романа Житков приступил в конце октября 1928 года, до выхода в свет первой книги, и писал его с большими перерывами в последующие два года. По мнению Галины Васильковой: «понимая, что чем дальше, тем труднее будет издать роман, Житков стремился быстрее завершить его», и в ноябре 1931 года он упоминает, что роман «у цензора, взял на праздники почитать». В этом виде вторая часть романа, завершённая осенью 1931 года, включала вторую и третью книги современного издания, однако публикация в издательстве «Федерация» не состоялась. В РГАЛИ сохранились отзывы двух рецензентов на рукопись романа, оба отзыва были отрицательными. Э. Болотинская нашла в романе одни просчёты и ошибки: «Основная и главная из них, это та, что здесь почти выпала главная, организующая в революции 1905 г. — роль РСДРП и большевиков, роль организованного пролетариата в революции». Председатель редакционного совета издательства «Федерация» С. И. Канатчиков отмечал, что «книга написана культурно», «хорошим литературным языком», «занимательна по сюжету», но при этом «это просто обывательский поклёп на революцию 1905 года» и «печатать книгу было бы возможно, если бы автор её сократил раз в десять и убрал бы оттуда обывательские пошлости». В результате Житков не стал переписывать заключительную часть романа, вызвавшую нарекания цензуры, а предпочел представить роман читателю в усечённом, незавершённом виде.
В июньском и июльском номерах журнала «Звезда» за 1932 год были опубликованы 17 глав из второй книги «Виктора Вавича» и две главы из третьей («Велосипеды» и «Вот оно»). Осенью 1933 года Житков предпринял переиздание первой книги романа в «Издательстве писателей в Ленинграде», а в 1934-м издал там же отдельным томом вторую книгу. Третья книга при жизни автора так и не вышла. На второе издание первой части вышла рецензия С. Герзон (журнал «Художественная литература». 1934. № 6. С. 60—61).

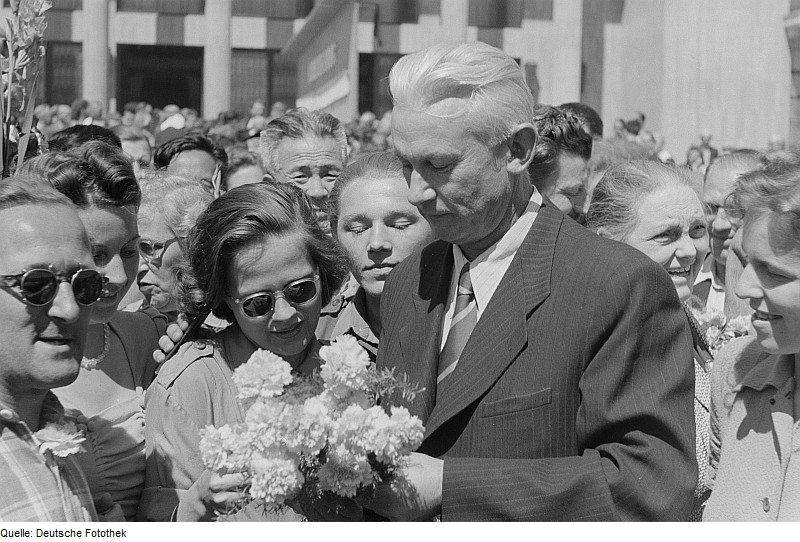
А. А. Фадеев в 1952 году

В 1938 году Житков скончался. В 1941 году (подписано к печати 14 марта 1941 года) издательство «Советский писатель» выпустило полное издание романа, включая ранее не публиковавшуюся третью книгу, однако книга не дошла до читателей. Роман значится опубликованным в «Книжной летописи» (1941, № 20), однако, по оценке Лидии Чуковской, «из десятитысячного тиража просочилось наружу, по-видимому благодаря рабочим типографии, экземпляров 10—15». Причиной уничтожения тиража стала внутренняя рецензия руководителя Союза писателей Александра Фадеева, впоследствии опубликованная. Фадеев отмечал, что «книга, написанная очень талантливым человеком, изобилующая рядом прекрасных психологических наблюдений и картин предреволюционного быта, страдает двумя крупнейшими недостатками, которые мешают ей увидеть свет, особенно в наши дни». Во-первых, основной персонаж книги Виктор Вавич — «глупый карьерист, жалкая и страшная душонка, а это в соединении с описаниями полицейских управлений, охранки, предательства делает всю книгу по тону очень неимпонирующей переживаемым нами событиям». Во-вторых, по мнению Фадеева, «у автора нет ясной позиции в отношении к партиям дореволюционного подполья. Социал-демократов он не понимает. Эсерствующих и анархиствующих — идеализирует». Вывод рецензента состоял в том, что «такая книга просто не полезна в наши дни». При этом роман Житкова официально не попал в списки запрещённых Главлитом книг и в тех библиотеках, куда он чудом попал, находился в открытом доступе.
Новой публикации роман ждал почти пятьдесят лет. Михаил Поздняев вспоминал, что ксерокс романа он в конце 1980-х годов носил «по разным издательствам», однако везде говорили о том, что «книга написана очень талантливым человеком… но не полезна в наши дни» — так «„Вавич“ сгорел вторично в топке гласности». В 1991 году фрагменты из романа были опубликованы Поздняевым в журнале «Столица»; в подборку вошли главы из первой книги «В пустой комнате», «Колеса» и «Шашка», повествующие о начале полицейской карьеры Виктора Вавича.
Издание романа, доступное широкому кругу читателей в полном объёме, было осуществлено лишь в 1999 году.

## Сюжет

### Книга первая
Действие начинается в 1903 году. Юный вольноопределяющийся Виктор Вавич, сын пожилого землемера из провинциального городка, влюбляется в дочь смотрителя городской тюрьмы Сорокина — Груню и решает посвататься к ней. Сорокин советует ему оставить мечты о военной карьере и поступить на полицейскую службу через знакомого пристава. Сестра Виктора, Тая, влюбляется в живущего по соседству еврея-флейтиста Израильсона, однако никому не признаётся в этом. Она использует любую возможность, чтобы послушать его игру на флейте, когда он участвует в концертах в городском театре.
Тем временем в губернском городе Надя, дочь чиновника Тиктина, вступает в подпольную организацию, которая борется за освобождение рабочего класса. В тайне от семьи она знакомится с заводским токарем Филиппом Васильевым и начинает приходить к нему домой в Слободку, где читает рабочим лекции об их экономическом положении. Надя также обучает Филиппа русской грамоте на квартире у своей подруги Тани, дочери адвоката. Брат Нади Санька Тиктин, студент-химик, встречает своего старого приятеля Алёшку Подгорного, участника подпольной революционной организации, который скрывается от полиции. Когда Алёшка уезжает, Санька собирает ему посылку с деньгами, знакомясь с рабочими в Слободке. Увидев однажды на улице, а затем дома Таню, пришедшую к Наде, Санька влюбляется в неё.

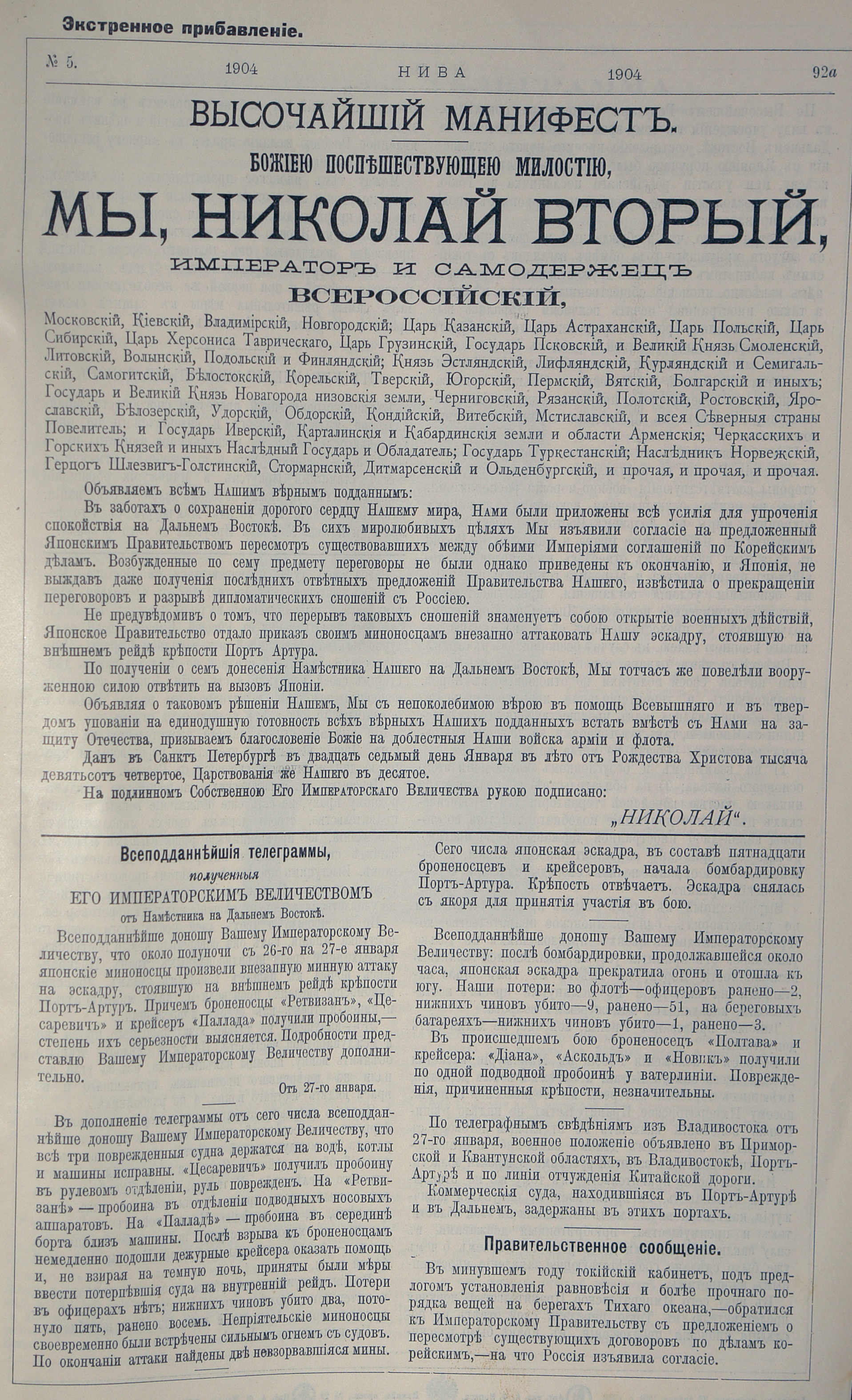
Манифест Николая II о начале русско-японской войны

Несмотря на протесты отца, который просит его «не марать себя», Виктор переезжает в губернский город и по протекции знакомого пристава поступает на полицейскую службу квартальным надзирателем. Груня приезжает к нему, и они женятся. Знакомого Тиктиных Башкина, молодого человека со странностями, неожиданно арестовывают и без объяснений держат несколько дней в камере, избивая и моря голодом. Затем ротмистр Рейендорф вербует его в качестве тайного осведомителя. Полный решимости отомстить полицейским, Башкин в полуобморочном состоянии приходит к Тиктиным, где его выхаживает мать Нади и Саньки Анна Григорьевна.
На заводе рабочие устраивают забастовку, которую жестоко разгоняют казаки с нагайками. Вавич участвует в поиске убегающих забастовщиков и арестовывает Филиппа. После болезни Башкин видит на улице скопления людей, читающих только что опубликованный Высочайший Манифест о начале войны с Японией (январь 1904 года).

### Книга вторая
Действие происходит в октябре 1905 года. В городе начинается всеобщая забастовка, перестают ходить поезда и работать телеграф. Надя обсуждает забастовку с Филиппом у него дома, и вечером из-за комендантского часа не может уйти и остаётся у него ночевать. В городе убивают двух городовых. Башкин, случайно проходящий неподалёку, вскоре после выстрелов сталкивается с убегающим Подгорным. Вскоре задерживают двух людей с оружием, их допрашивает известный своей жестокостью полицейский офицер Грачек. Один из задержанных умирает в участке. Вавич узнаёт, что излюбленным методом пыток у Грачека является медленное выдавливание глаз. Он получает письмо от Сорокина, который уволен со службы и просит подыскать ему место. Груня сообщает Виктору, что беременна. На похоронах убитых городовых Виктор сталкивается с женой полицмейстера Варварой Андреевной. Вскоре он сближается с Сеньковским, надзирателем из участка, где служит Грачек, и принимает приглашение перейти в участок Грачека. Он также становится любовником Варвары Андреевны, которая оказывается инициатором перевода Виктора к Грачеку.

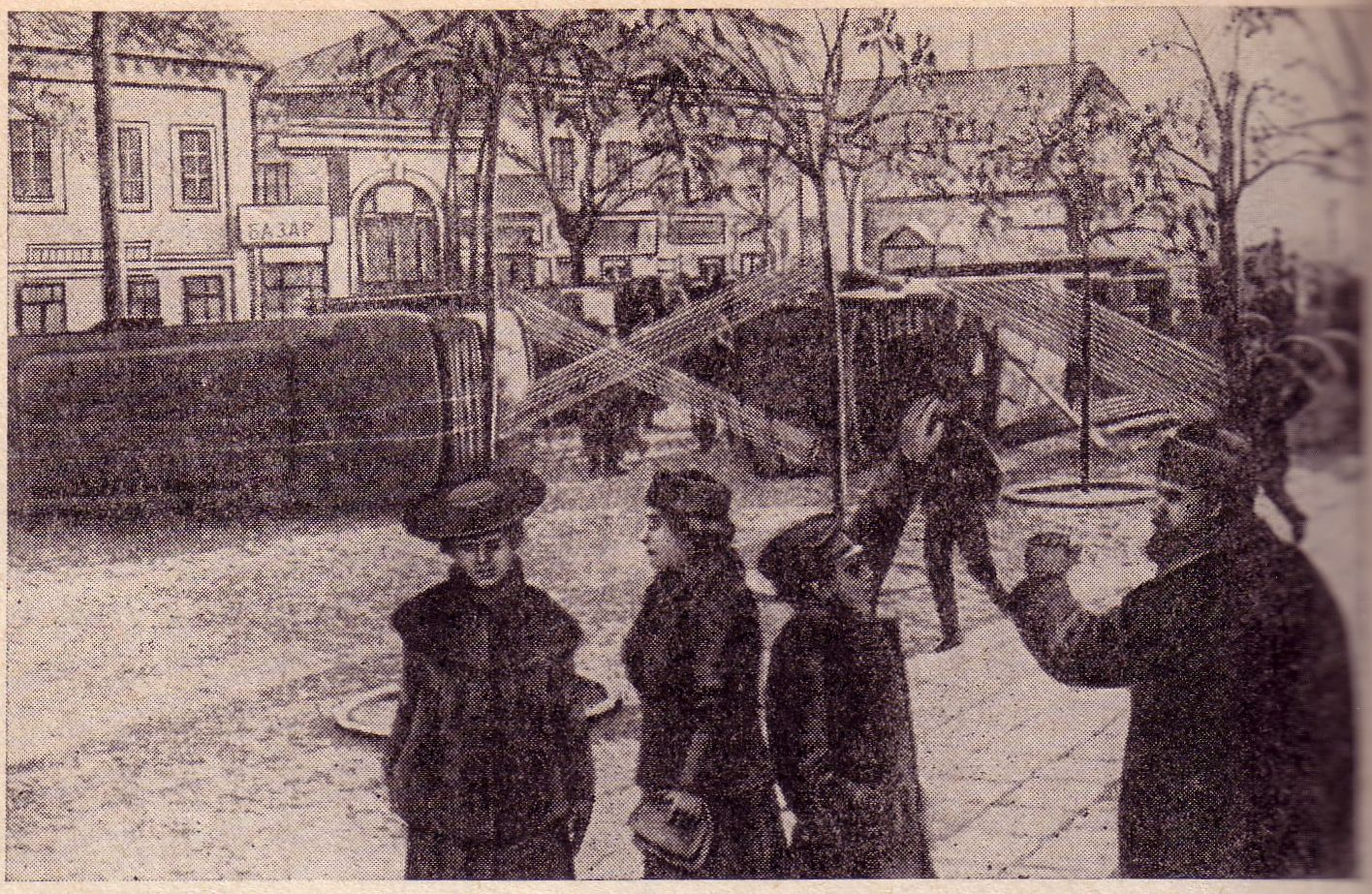
Баррикады в Одессе в декабре 1905 года

В городе устраивают баррикады и шествия, которые жестоко разгоняются и расстреливаются солдатами. Тиктин в составе делегации от городской Думы идёт на встречу с генерал-губернатором; по дороге толпу депутатов пытается разогнать оказавшийся там же Виктор, которого Тиктин обзывает болваном. Убегая от городовых на улице, Коля заходит в еврейскую лавку, хозяева которой прячут его от полиции.
Утром 17 октября появляется экстренный выпуск газеты с Манифестом о даровании свобод. На улицу выходят ликующие толпы горожан. Надя возвращается домой. Башкин признаётся Анне Григорьевне, что погубил несколько человек. Вечером в городе начинаются жестокие еврейские погромы. Сеньковский увлекает туда и Виктора, говоря ему, что полицейским приказано переодеться в гражданскую одежду и громить евреев. Еврейская семья, живущая снизу от Таниной квартиры, временно укрывается у ней. Санька тоже становится свидетелем погрома и в перестрелке студентов и солдат получает ранение.
В городке, где живут Вавичи, также неспокойно. Тая идёт в театр, где проходит собрание и где присутствует Израильсон. Театр поджигают, в давке Тая чуть не погибает и теряет рассудок. Сорокин становится свидетелем пожара, недоумевая, почему полиция ничего не предпринимает.

### Книга третья
Действие происходит в апреле-мае 1906 года. Подгорный, живущий под чужим именем, и его товарищ Кнэк просят Саньку как химика помочь найти способ быстро вырезать дыру в толстой стальной стенке. Позже Кнэк сообщает Саньке, что это уже не требуется. В тот же день Санька узнаёт, что был ограблен Азовско-Донской банк, сейф которого прожгли автогеном. Кнэк с товарищами также сооружают мощную бомбу, замаскированную под книгу. Санька передаёт Башкину слова Кнэка о том, что он убьёт Башкина, потому что из-за него повесили одного из товарищей. Башкин уезжает из города, заходя перед отъездом к Коле. Коля сообщает ему, что его отца-телеграфиста арестовали и сослали в Сибирь, а семья евреев, которая укрыла его от городовых, была убита.
Варвара Андреевна охладевает к Виктору, возможно узнав через Сеньковского о его связи с еврейкой Женей. Приезжает Сорокин, который по протекции Виктора устраивается надзирателем в тюрьму. Мать пишет Виктору о том, что у Таи нервный срыв, и предлагает ему оставить службу и вернуться домой, а Груню зовёт приезжать к ним рожать. Надю арестовывают, когда она приходит к Филиппу. Она представляется вымышленным именем, однако Виктор, которого Сеньковский просит опознать задержанную, узнаёт её, вспомнив, как её отец обозвал его болваном.
Алёшка рассказывает Саньке, что во время допросов в полиции ему выдавливали глаза. По предложению Алёшки переодетый Санька участвует в ограблении поезда, который везёт сейф с большой суммой денег. Зайдя на следующее утро к Тане, он узнаёт, что в газете уже появилось сообщение об ограблении. Надю отпускают из участка и Таня, понимая, что за ней всё время будут следить, предлагает увезти её из города. Отец Тани отправляет Надю к знакомому сельскому учителю.

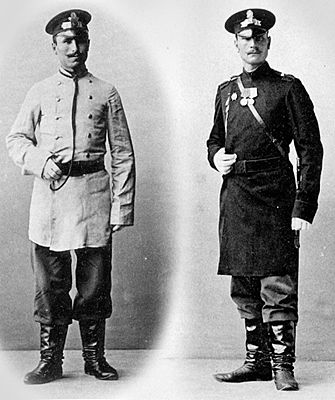
Дневная и вечерняя форма полицейского

Виктор, давно мечтающий задержать опасного преступника, арестовывает на улице Саньку, у которого в кармане обнаруживает браунинг, принадлежавший убитому городовому. В участке с недоверием относятся к рассказу Виктора. У него портятся отношения с сослуживцами. Башкин предлагает Анне Григорьевне осмотреть комнату Саньки, пока к нему не пришли с обыском, и находит бомбу в книге, которую забирает с собой. Алёшка и Кнэк предлагают Сорокину организовать побег Саньки за крупное вознаграждение, однако тот колеблется. Анна Григорьевна приходит с просьбой о помощи к Варваре Андреевне, и той приходит в голову мысль о том, что Вавич мог подложить револьвер Саньке при аресте.
Груня уезжает к родителям Виктора. Вечером Таня, дождавшись возвращения Виктора домой, убивает его из пистолета отца. В полиции предпочитают представить смерть Вавича как самоубийство. Сорокина увольняют со службы. Саньку приговаривают к административному наказанию и высылают в Вятку. Башкин по дороге в полицию, куда он хочет отдать бомбу, встречает Грачека и взрывает его бомбой, при этом гибнет сам. Вавичи и Груня, родившая мальчика, получают известие о смерти Виктора. Тае разрешают видеться с Израильсоном. Таня уезжает в Вятку.

## Основные действующие лица
- Виктор Вавич, молодой человек, в начале романа «вольноопределяющийся», затем квартальный надзиратель в губернском городе
- Таинька Вавич, его сестра
- Всеволод Иванович Вавич, отец Виктора и Таи, землемер
- Глафира Сергеевна, мать Виктора и Таи
- Пётр Саввич Сорокин, тюремный смотритель, вдовец
- Груня (Аграфена), его дочь, затем жена Виктора Вавича; в начале романа ей 20 лет
- Израиль (Илья) Соломонович Израильсон, еврей, флейтист, живущий по соседству с Вавичами
- Андрей Степанович Тиктин, директор Земельного Банка в губернском городе, депутат городской думы
- Анна Григорьевна, его жена
- Надя Тиктина, их дочь, становится участницей подпольного движения за просвещение рабочих; в начале романа ей 22 года
- Санька Тиктин, их сын, студент университета, химик, через Алёшку Подгорного вовлекается в революционное подполье
- Таня Ржевская, подруга Нади, сочувствующая революционному движению; в начале романа ей 18 лет
- Ржевский, ей отец, адвокат
- Семён Петрович Башкин, молодой человек «со странностями», знакомый Тиктиных, завербованный полицией в качестве секретного осведомителя; в начале романа ему 27 лет
- Филипп Васильев, токарь на заводе, участник рабочего движения
- Аннушка, его сестра, вдова
- Алёшка Подгорный, сын уездного исправника, бывший студент, приятель Саньки, член революционного подполья
- Данила Григорьич, полицмейстер, начальник Виктора
- Варвара Андреевна («полицмейстерша»), его жена
- Адам Францевич Грачек, полицейский офицер Соборного участка, отличающийся особой жестокостью
- Сеньковский, надзиратель в Соборном участке
- Карл Фёдорович Рейендорф, ротмистр, завербовавший Башкина
- Миллер, генерал-губернатор
- Коля, гимназист, бывший ученик Башкина

## Художественные особенности
Роман состоит из трёх книг, каждая из которых включает большое число небольших и ненумерованных глав (1 книга — 75 глав, 2 книга — 56, 3 книга — 23). Главки имеют броские названия, которые представляют собой «кратчайшие фрагменты из диалогов героев» или обозначают «одним словом одно из сюжетных звеньев главы», ср. «Паучки», «Зубы», «Очень просто», «Может быть», «Варвара Андреевна», «А вы?…» и пр.
По словам Н. А. Петровой, «книгу отличает сложная композиция, обусловленная немыслимым переплетением судеб многочисленных героев», при этом «заглавным героем романа становится не один из тех, кто во времена смуты, при всех причудах становления сохраняет верность себе и готов скорее умереть, чем поступиться правом называться честным человеком, а тот, кто, не особо рефлекcируя, идет на поводу, позволяя творить из себя „презренного человека“». Таким образом, «заголовок определяет основной вопрос романа: как „сделался тут в доме, под боком, на глазах — готовый человек“, „откуда они выводятся“, квартальные надзиратели?». При этом «персонажи, жаждущие героической смерти, обретают жизнь, жаждущие благополучия бессмысленно погибают».

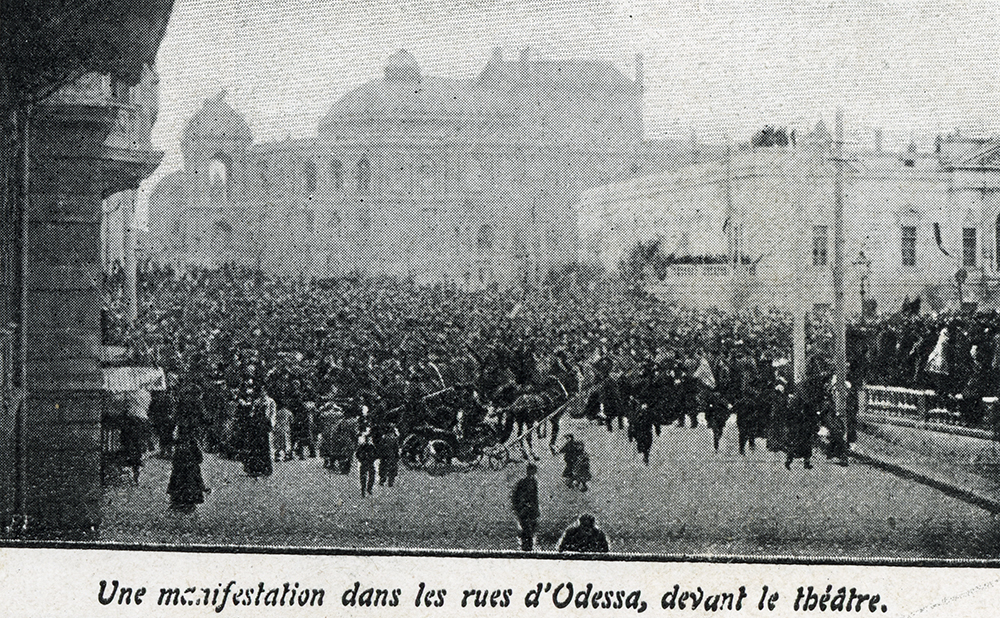
Манифестация на улицах Одессы. 1905 год

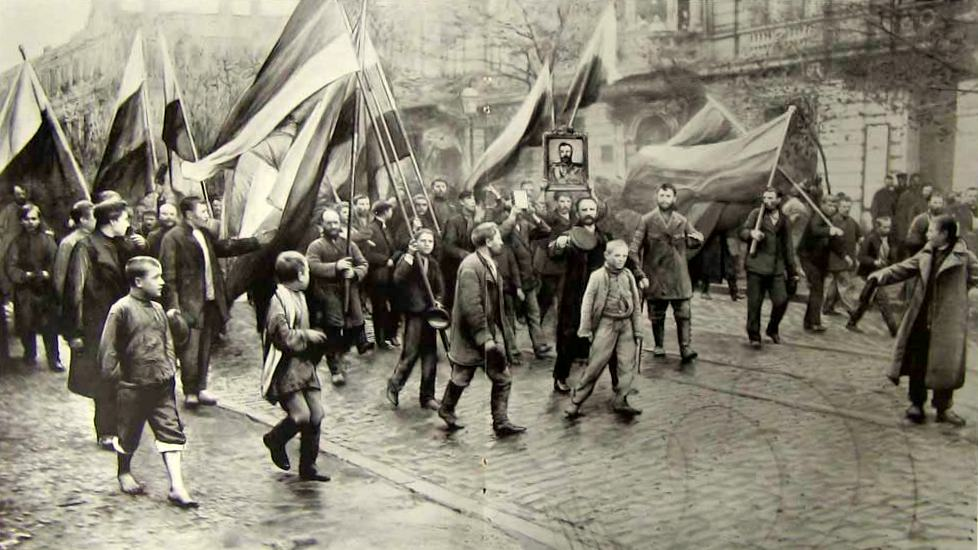
Черносотенцы на улицах Одессы. 1905 год

В романе практически отсутствуют указания на время и место действия. Точные даты приводятся только в текстах двух императорских манифестов, которые цитируются в романе (о начале войны с Японией 27 января 1904 года и о даровании гражданских прав и свобод 17 октября 1905 года). Вавичи, Сорокины и Израильсон живут в небольшим городке, однако основная часть событий происходит в неназванном губернском городе (по контрасту он назван в романе «другим, каменным городом»), на окраине которого находится завод и Слободка, где проживают рабочие, и в котором также имеется значительное еврейское население. По мнению исследователей, прототипом губернского города была Одесса, в которой Житков провёл детство и застал революционные события 1905 года. Так, Н. А. Петрова относит роман Житкова к трём русским романам «мемуарного характера, посвященных событиям в Одесса начала XX века» наряду с произведениями «Серебряный герб» Корнея Чуковского и «Пятеро» Владимира Жаботинского.
По мнению Нины Перлиной, в романе Житкова, «романе для взрослых», ведущая роль отведена принципу «что бывало»: «Фигура автора-очевидца или свидетеля происходящего из романа изъята, и всё, что могло бы составить историко-биографическую основу романа, т. е события, которые сам Житков видел и пережил в годы юности в Одессе, показаны не с личной оценочной точки зрения, а как реально бывшее, как то, „что бывало“». В свою очередь, Н. А. Петрова пишет о том, что «повествователь Житкова вполне традиционен, скрыт за событием, укоренён во времени хронологически развивающегося действия и проявляет себя преимущественно в контрапунктной композиции, сводящей и разводящей многочисленных персонажей романа».

## Отзывы
В статье о Житкове, написанной вскоре после смерти писателя, Цезарь Вольпе одобрительно отзывается о романе, называя повествовательную манеру автора «глубоко лирической». По его мнению, «роман Житкова не традиционен», а частная историческая тема обличения «дурного городового» у Житкова «сделалась темой обобщающего значения»: «Когда вы читаете о Вавиче, вы всё время чувствуете стоящую за его плечами систему — полицейский режим царской России». «Большой социальный смысл романа» критик видит в том, что «автор учит читателя видеть царский режим, показывает ему, как полицейская машина царизма создавала нужных ей людей, делая даже из самых обыкновенных „милых“ дураков законченных негодяев».
По мнению Бориса Пастернака, роман Житкова — «это лучшее, что написано когда-либо о 905 годе»: «Какой стыд, что никто не знает эту книгу. Я разыскал вдову Житкова и поцеловал её руку». Лидия Чуковская писала о том, что она «всегда полагала, уверена и теперь, что роман Бориса Житкова „Виктор Вавич“ — один из самых сильных романов в русской советской литературе „досолженицынского периода“. Быть может, самый сильный».
Валерий Шубинский назвал роман Житкова «последним русским романом», с появлением которого Житков стал «автором не третьего и даже не второго ряда». Напротив, по мнению Андрея Битова, «кроме текстов нужна ещё и судьба. Вот, скажем, „Виктор Вавич“ Бориса Житкова. Если бы у этого романа была судьба, он занял бы нишу между „Тихим Доном“ и „Живаго“. Теперь он станет, может быть, лишь темой диссертаций». Сходное сравнение проводит и Дуня Смирнова, говоря о «Викторе Вавиче»: «это большой русский роман, масштаба „Живаго“, но лучше, много лучше». Мариэтта Чудакова пишет о том, что в романе «история нравственного падения героя (…) была рассмотрена с пристальным вниманием, заставляющим вспомнить „Жизнь Клима Самгина“, — несмотря на разницу художественных манер». Аналогично, Дмитрий Быков считает, что «Виктор Вавич» — «это наш ответ (ну, такой житковский ответ) на „Жизнь Клима Самгина“».
По мнению Андрея Арьева, «роман похож на огромный куст, каждая ветвь которого подробно исследована сверху донизу. Лишь в самом конце взгляд упирается в единое корневое сплетение и обнаруживает спрятанный под ним динамитный заряд». В «Викторе Вавиче» «описывается момент смещения утробных пластов бытия, их трения друг о друга, приводящего к пожару в крови, к взрыву». При этом главная проблема романа — «отчужденность русского сознания от ценностей собственной жизни, отчуждённость, ведущая к утопизму и в мышлении, и в мотивировках, побуждающих к действию». Нина Перлина также отмечает, что все основные персонажи романа, «без исключения, отцы и дети — показаны смятенными, растерянными, потерявшимися в ситуации двустороннего насилия»:

Читателю показано, что государственный порядок, опирающийся на полицейский режим насилия, двойной агентуры и провокаций, порождает не только «революционное сопротивление» — фабричные забастовки и уличные бои, но также погромы, наталкивает на революционные экспроприации и СР-овский терроризм, то есть на иное, но не менее деструктивное и деморализующее по своим последствиям, насилие.

## Издания
- Житков Б. Виктор Вавич. Кн. 1. Л.: Прибой, 1929.
- Житков Б. Виктор Вавич (главы из романа) // Звезда. 1934. № 6, 7.
- Житков Б. Виктор Вавич. Кн. 2. Л.: Издательство писателей в Ленинграде, 1934.
- Житков Б. С. Виктор Вавич: Роман в 3 книгах. М.: Сов. писатель, 1941.
- Житков Б. С. Шашка. Фрагмент романа «Виктор Вавич» // Столица. 1991. № 7. С. 58—62.
- Житков Б. С. Виктор Вавич: Роман / Предисл. М. Поздняева; Послесл. А. Арьева М.: Издательство Независимая газета, 1999. — 624 с. (Серия «Четвёртая проза»).
- Житков Б. С. Виктор Вавич: Роман. М.: Эксмо, 2007.
- Житков Б. С. Собрание сочинений: в 4 т. М.: Книжный Клуб Книговек, 2010. — Т. 1: Виктор Вавич, кн. 1. Т. 2. Виктор Вавич, кн. 2-3.